# Амброзиус Эингер

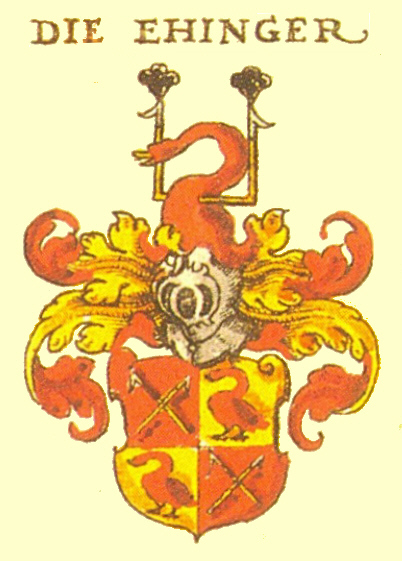
Герб Эингеров

Амброзиус Эингер (также Амброзио Альфингер, Далфингер, Талфингер) (нем. Ambrosius Ehinger; около 1500, Талфинген близ Ульма — 31 мая 1533) — немецкий исследователь и путешественник; один из первых немецких колонизаторов Южной Америки, конкистадор XVI века.

## Биография
О ранних годах его жизни ничего неизвестно. Принадлежал к семье видных немецких банкиров. Его родственники имели тесные коммерческие связи с банковской семьёй Вельзеров из Аугсбурга. Около 1517 года он с семьёй отправился в Испанию, где в Мадриде работал на банковский дом Вельзеров, был их представителем.

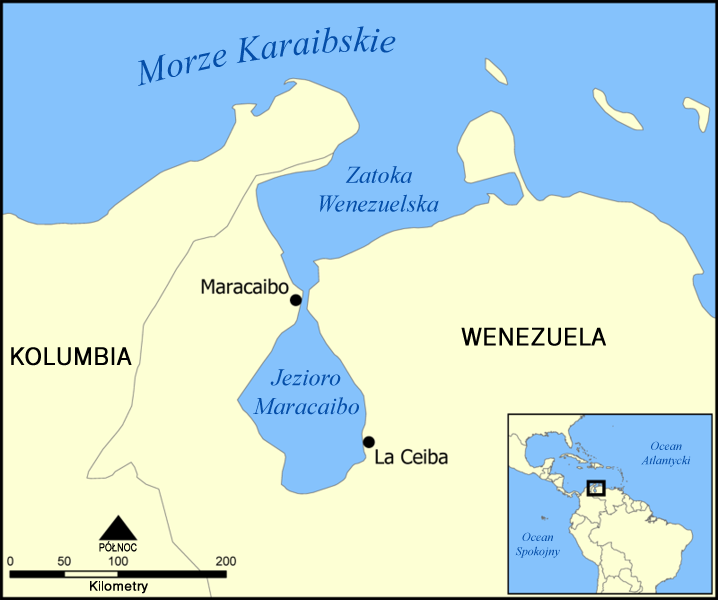
Город и озеро Маракайбо

В 1528 года в Мадриде по Венесуэльскому договору Вельзеры получили в управление испанскую колонию Венесуэлу, получившую название Кляйн-Венедиг. Им было дано право назначать и смещать губернаторов и чиновников, они освобождались от налога на соль, а также от таможенных и портовых сборов в Севилье, обладавшей тогда монопольным правом на торговлю с Венесуэлой.
После Великих географических открытий легенда об Эльдорадо стала популярной в Европе, и вместе с её распространением росло желание найти «золотую землю». По этой причине семья Вельзеров в погоне за легендарными сокровищами отправила своего представителя Амброзиуса Эингера в Южную Америку.
В 1529 году назначенный первым губернатором Кляйн-Венедиг Эингер с 281 колонистом прибыл в столицу колонии Ной-Аугсбург (нем. Neu Augsburg, «новый Аугсбург», сейчас Коро). Ведя кровопролитные бои с индейцами кокибакоа, в том же году он заложил Ной-Нюрнберг (нем. Neu Nürnberg, «новый Нюрнберг», сейчас Маракайбо).
На американской земле Эингер безуспешно пытался наладить добычу жемчуга. Тогда он пересёк плато Сеговия, горы Сьерра-дель-Норте, грабя при этом местное население.
С февраля по сентябрь 1531 года Эингер исследовал берег озера Маракайбо. На западном берегу Венесуэльского залива он заложил городок, который в будущем стал городом Маракайбо. Была составлена карта территории вокруг озера Маракайбо.
В конце 1531 года с отрядом из 170 человек он отправился в горы Сьерра-Невада-де-Санта-Марта и Сьерра-де-Периха, где европейцы ещё не были. Эингер настойчиво искал страну Эльдорадо. В своих поисках он дошёл до реки Магдалена, поднялся по ней на 500 км до 7° 30' с. ш. Конкистадорам удалось также открыть низовья реки Каука. При этом они жестоко обращались с местным индейским населением.
Встретив сопротивлением туземцев, конкистадоры пошли на восток вдоль реки Рио-Лебриха. В горах они встретили индейцев, напавших на их отряд. Поскольку еды было мало, люди начали убивать своих гончих псов, а потом и лошадей. Кроме того, около 105 туземцев, сопровождавших отряд, оказались непривычными к холодному климату и замёрзли.
В конце 1532 — начале 1533 года в восточных Кордильерах в 4000 км от Боготы и 200 км от Согамосо (современная Колумбия) отряд Эингера попал в индейскую засаду. В результате стычки Эингер погиб, отравленный ядовитой стрелой. Оставшиеся в живых в ноябре 1533 года добрались до Коро и закончили кольцевой поход по северным Андам, который составил 1500 км.